# Style
Style var en svensk popgrupp som bildades 1983 av Tommy Ekman, Christer Sandelin och Gigi Hamilton, som tidigare ingått i gruppen Freestyle.

## Biografi
1983 splittrades Freestyle. Som trion Style släppte de musik både på svenska och engelska. Debutalbumet So Chic hade inte rönt särskilt stor framgång, och albumet blev deras sista på Sound Of Scandinavia innan skivbolaget gick i konkurs. På det nya skivbolaget Alpha släpptes singeln Telephone, som i en ommixad version hamnade på den amerikanska danslistans 16:e plats 1985, vilket vid denna tidpunkt var väldigt ovanligt för svenska artister.
Style fick sitt stora genombrott i Sverige då de deltog i den svenska Melodifestivalen 1986 med Dover–Calais som kom på tredje plats. De deltog även i Melodifestivalen 1987 med Hand i hand, där de slutade på en sjätteplats. Deras femte studioalbum Question of Time gavs, förutom i Skandinavien, även ut i Spanien, Grekland och Nederländerna, och de gjorde TV-shower i Västtyskland, Frankrike och England, men ett internationellt genombrott uteblev. 1989 upplöstes trion och medlemmarna fortsatte som soloartister och arbetade med andra projekt. 
Style har sporadiskt återförenats och var först på en nostalgiturné 1998 och deltog även i Melodifestivalen 2003 med låten Stay the Night. 
2010 återförenades Sandelin och Ekman som Style och släppte albumet Polyphonic och singeln Love Killer. 
I februari 2025 valdes Style in i "Melodifestivalens Hall of Fame" med motiveringen att "Deras ballad "Dover-Calais" tog den moderna popen in i Mello".

## Diskografi

### Album
- So Chic - (1983)
- Visioner - (1985)
- Heaven No 7 - (1986)
- Daylight Robbery - (1987)
- Question of Time - (1988)
- Polyphonic - (2010)

### Samlingsalbum
- Style (samling på kassett) - (1987)
- 12 bästa - (1987)
- Samlade hits - (2003)
- Det ni vill ha - Best of Style - (2008)
- Vill ha dig, igen - alla hits - (2009)

### Singlar
- Love is Knocking On My Door/Längtar tillbaks till dig - (1983)
- Du och jag - (1984)
- Telefon - (1984)
- Vision av kärlek - (1985)
- Telephone - (1985)
- Give Me A Night To Remember/På Jakt (Efter guld som glimmar) - (1985)
- Dover–Calais - (1986)
- Följ mig - (1986)
- Shine On (Maxisingel; 'Följ mig' med engelsk text) - (1986)
- Heaven No 7 - (1986)
- Hand i Hand - (1987)
- Run For Your Life - (1987)
- Daylight Robbery - (1987)
- Empty Bed - (1987)
- It's a Secret - (1988)
- Question of Time - (1988)
- Sentimental - (1988)
- Stay the Night - (2003)
- Vill Ha Dig Igen - (2009)
- Långsamt - (2010)
- Love Killer - (2010)

| Låt               | Datum             | Högsta placering | Placeringar       |
| ----------------- | ----------------- | ---------------- | ----------------- |
| Dover–Calais      | 29 mars 1986      | 1                | 12-1-1-1-2-10-15  |
| Hand i hand       | 14 mars 1987      | 16               | 16                |
| Run For Your Life | 18 april 1987     | 2                | 4-3-2-2-3-7-10-15 |
| Daylight Robbery  | 13 september 1987 | 17               | 17-17             |
| Empty Bed         | 31 oktober 1987   | 1                | 4-1-1-1-2-14      |
| It's a Secret     | 23 april 1988     | 2                | 2-2-2-3-3-8-13    |
| Sentimental       | 15 oktober 1988   | 19               | 19                |